# Mikołów
Mikołów (en silésien : Mikołůw ; en allemand : Nikolai / Nicolei) est une ville polonaise de la voïvodie de Silésie et du powiat de Mikołów. Elle s'étend sur 79,2 km2 et comptait 39 196 habitants en 2010. 